# Porsche 919 Hybrid

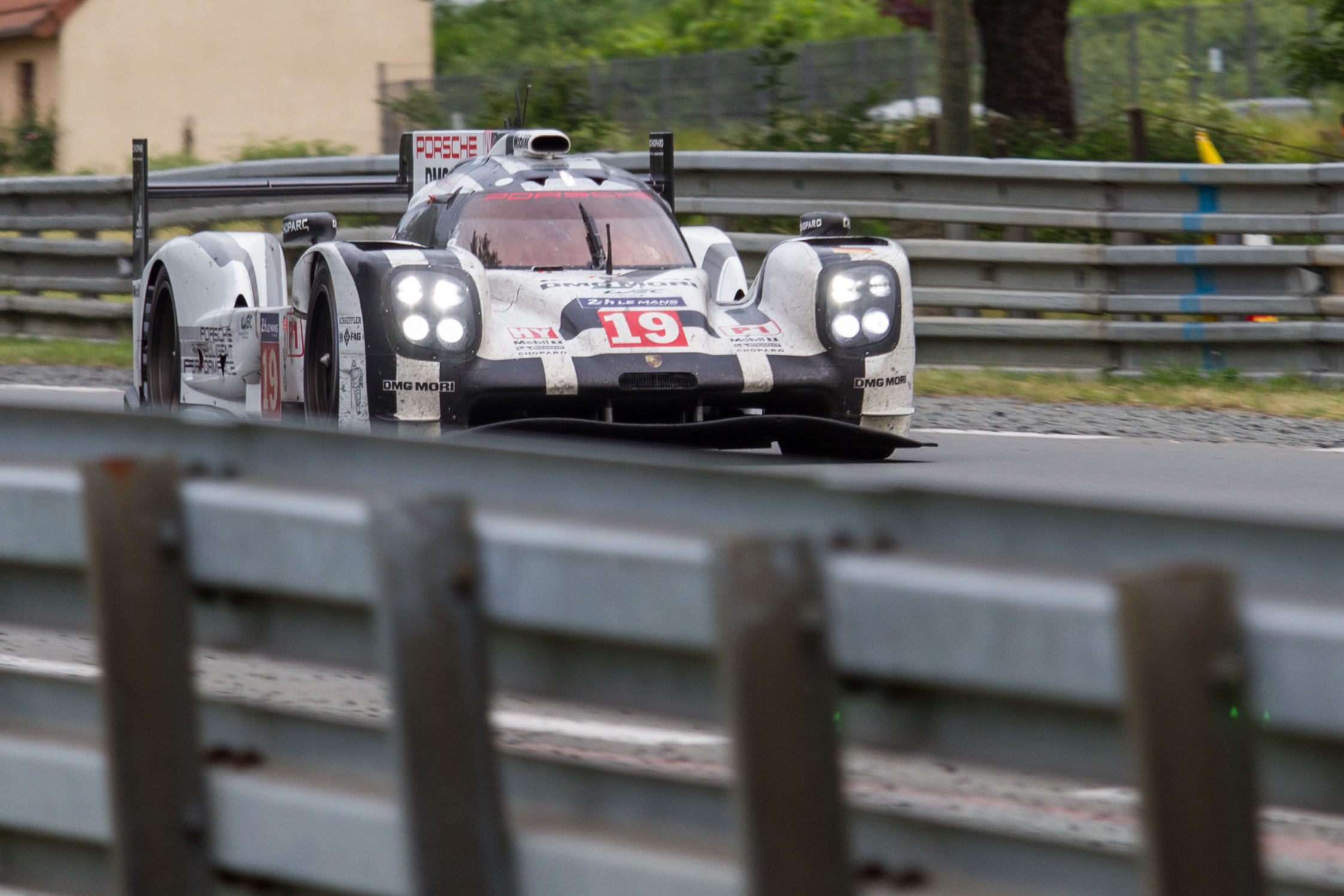
Hülkenberg, Tandy en Bamber, winnaars van de 24 uur van Le Mans 2015, Porsche 919 Hybrid #19

De Porsche 919 Hybrid is een Le Mans Prototype van het Duitse automerk Porsche. Van 2014 tot 2017 deed de auto mee aan de 24 uur van Le Mans en het FIA World Endurance Championship, waarmee Porsche na vijftien jaar terugkeerde in de hoogste klasse van het Endurance-racen. Met deze wagen won Porsche de 24 uur van Le Mans driemaal, in 2015, 2016 en 2017. De wagen won ook het FIA World Endurance Championship voor zowel rijders als constructeurs in diezelfde jaren.

## Prestaties
De 919 Hybrid maakte op 12 juni 2013 zijn baandebuut op Porsche' eigen testcircuit in Weissach. De auto leek veel overeenkomsten te hebben met de R18 van zusterbedrijf Audi.
Er wordt gebruikgemaakt van een viercilinder verbrandingsmotor in V opstelling, met turbolader. Dit motorblok van  tweeliter wordt gebruikt in combinatie met elektromotoren die via een complex systeem de twee voorwielen aandrijven. De verbrandingsmotor levert naar schatting 500 pk, de elektromotoren nog eens zo'n 440 pk. De verbrandingsmotor is opgebouwd uit onderdelen van aluminium, magnesium en titanium. De gehele monocoque is opgebouwd uit koolstofvezel, en is zeer licht en torsiestijf.

## Resultaten
In zijn debuutjaar 2014 kon de 919 Hybrid het nog niet echt waar maken. Hoewel zijn debuutrace gewonnen werd, bleef het tot de laatste race van het seizoen bij die overwinning en eindigde Porsche derde in het kampioenschap. Tijdens de 24 uur van Le Mans dat jaar kregen de Porsches te maken met pech en eindigden buiten de top tien.
In 2015 kwam Porsche met een verbeterde 919 Hybrid. Bijna 90% van de onderdelen verschilden met het vorige jaar. Tijdens de 24 uur van Le Mans van dat jaar kwam Porsche met drie auto's uit en er werden de eerste en tweede plaats gepakt. De vijf races die nog volgde in het WEC-seizoen werden allen gewonnen door een Porsche en ze werden kampioen bij zowel de rijders als constructeurs.
Ook in 2016 won Porsche de 24 uur van Le Mans, al hadden ze er een tamelijk bizar scenario voor nodig. Voor lange tijd was de Porsche in de achtervolging bij de nummer 5 Toyota TS050 Hybrid. Deze leek te gaan zorgen voor de eerste overwinning van Toyota op Le Mans toen deze  aan de laatste ronde begon, met meer dan een minuut voorsprong op de snelste Porsche. Echter verloor de auto plots al het vermogen op de Mulsanne Straight en het enige wat de Porsche 919 van Marc Lieb, Romain Dumas en Neel Jani hoefde te doen om te winnen was de ronde wél uitrijden. De Toyota werd uiteindelijk niet eens geclasseerd en Porsche pakte weer een 1 - 2. Ook dit seizoen werden de laatste vijf races gewonnen door Porsches en pakte ze beide titels.
In 2017 was het weer een opmerkelijke overwinning voor een Porsche. Audi was intussen teruggetrokken en de enige concurrent zou dus Toyota zijn. Toen er tien uur geracet was stond Porsche derde achter de Toyota's, tot beiden snel achter elkaar uitvielen en de Porsche naar een probleemloze overwinning leek te rijden. Echter viel ook deze auto later uit en kwam er een LMP2 auto aan de leiding. Dit betekende dat de nummer 2 Porsche, die in het begin van de race lang in de garage had gestaan, nu aan een inhaalrace moest beginnen. Met minder dan twee uur te gaan haalde de Porsche van Timo Bernhard, Brendon Hartley en Earl Bamber auto de LMP2 auto in en reed zo naar de overwinning in een race waarin slechts twee LMP1 auto's de eindstreep haalden. Ook de 6 uren van de Nürburgring, Mexico en Circuit of the Americas werden gewonnen en opnieuw werd Porsche tweemaal kampioen. 
In juli 2017 kondigde Porsche aan zich terug te trekken uit het WEC en daarmee de 24 uur van Le Mans, om zich te gaan focussen op de Formule E. 

## Porsche 919 Evo
In 2018 kwam Porsche met de 919 Evo, een krachtiger 919 die een afscheidstournee gaat houden. Aangezien Porsche zich niet meer aan regels hoefde te houden is de 919 ruim sneller dan de auto van het jaar ervoor. Het grootste verschil komt doordat ze geen rekening meer hoeven te houden met hoeveel brandstof verbruikt wordt. Het motorvermogen is gestegen naar 730 pk. Ook aerodynamisch zijn er wijzigingen doorgevoerd. De 919 Evo reed op 11 april 2018 een rondetijd van 1:41,770 op Spa-Francorchamps.
Op 29 juni 2018 verbrak de 919 Evo het ronderecord op de Nürburgring Nordschleife het ronderecord werd verbroken met maar liefst 50 seconden, een rondetijd van 5:19,54.